# Battaglia di Borgo
La battaglia di Borgo (in corso battaglia di U Borgu) si svolse dall'8 al 10 ottobre 1768 e contrappose le truppe reali francesi agli eserciti della Repubblica Corsa comandati da Pasquale Paoli con vittoria di questi ultimi.

## Preludio
Sbarcati a Saint-Florent il 28 agosto 1768, e presto occupando Capo Corso con un principio di conquista a vantaggio delle truppe francesi, i nazionalisti ripresero l'ostilità e costrinsero i francesi a evacuare Casinca, ma conservano ancora un avamposto a Borgo.
Nell'ottobre del 1768 Pasquale Paoli, a capo di 4 000 uomini, iniziò a riprendere il villaggio dove si erano rifugiati i francesi, in attesa di rinforzi. Fu dato l'ordine a tutti gli uomini di marciare su Borgo.

## Forze armate
L'esercito corso era composto da 3 corpi:
- Un primo corpo di 500 uomini al comando dei capitani Incolla, Giocante Grimaldi, Carlo Raffaelli e Ferdinando Agostini, fu incaricato di attaccare la postazione francese sul lato ovest.
- Un secondo corpo di 500 uomini della stessa forza, al comando dei Serpentini e dei capitani Francesco Gaffori e Pietro Gavini, fu incaricato di assaltare i rifugi ad est del paese;
- Un terzo corpo di circa 400 uomini, al comando di Clemente Paoli, doveva difendere la strada di Nebbiu e contenere i francesi occupanti Oletta, al comando del generale Thomas Auguste Le Roy de Grandmaison.[1]

Le altre truppe disponibili furono successivamente schierate:
- Le strade tra Bastia e Borgo erano presidiate dai Corsi.
- Un quarto corpo di circa 200 uomini, comandato da Ghjuvan Carlu Saliceti prese posizione a Strinse
- Un quinto corpo di circa 200 uomini, comandato da Achille Murati, prese posizione sulle alture di Luciana.
- Un sesto gruppo, la riserva, da 500 a 600 uomini al comando di Pasquale Paoli distaccato da Carlo Bonaparte e Antone Gentili, occupò Lucciana, per dirigere l'operazione e potersi riunire sui punti necessari.

Dalla parte francese:
- Il colonnello de Ludre aveva stabilito i suoi avamposti alle due estremità del villaggio ei suoi 3 pezzi di artiglieria erano stati posizionati sui tre punti che dominavano l'area circostante.
- Il marchese di Chauvelin comandava la guarnigione del forte di Bastia.

## Battaglia
I combattimenti iniziarono la mattina dell'8 ottobre 1768 e durarono dieci ore. Quando il marchese di Chauvelin venne a conoscenza della sorte che attendeva i suoi connazionali, mandò a Borgo Thomas Auguste Le Roy de Grandmaison. Marbeuf e Chauvelin lasciarono Bastia con 3 000 uomini per dirigere severamente la scena della battaglia. Ludre ei suoi 700 uomini rifugiati nel paese di Borgo attendevano l'assalto. Paoli suscitò l'ardore delle sue truppe con la frase:
| « Patrioti, ricordate le sere corse quando avete distrutto i francesi nello stesso punto. L'onore della patria e la libertà pubblica hanno bisogno oggi di tutto il tuo valore. L'Europa sta guardando. » |

Così Borgo, che aveva visto nel 1738 la sconfitta del corpo di spedizione francese voluto dai genovesi, vide trionfare anche la nazione corsa. I francesi hanno lasciato 600 morti a terra, insieme a 1 000 feriti. I 700 uomini del colonnello Ludre e quest'ultimo furono fatti prigionieri dai Corsi furono recuperati nove cannoni (di cui tre di bronzo), un mortaio, 1700 fucili e munizioni. Quello è stato l'esito della battaglia.

## Conseguenze
Il Regno di Francia fu sorpreso da questa sconfitta e anche il re Luigi XV pensò di lasciare la Corsica. Ma il duca di Choiseul, consapevole della ridicolaggine con cui si sarebbe scagliato contro la Francia se avesse abbandonato il combattimento, organizzò una seconda spedizione guidata dal conte di Vaux che sconfisse i Corsi a Ponte Nuovo.

## La Battaglia di Borgo nella cultura di massa
Il gruppo còrso Chjami Aghjalesi ha scritto la canzone Borgu che racconta la battaglia con le seguenti parole:
In Bastia pè tumbà è ferì

Stu conte scemu chì vulia fà

Dumà lu populu di Pasquà.
Ma 'ssi guerrieri,

Arditi è fieri

Sò di a sterpa di Sampieru

Di Sambucucciu, corsu sinceru

Luttonu contr'à u strangeru
È quellu ghjornu

Compiò u sugiornu

In Cirnu è in quelli cuntorni

Chì funu avvinti è arrivinti

Scacciati di l'isula vinti
Ma 'ssi guerrieri,

Arditi è fieri

Sò di a sterpa di Sampieru

Di Sambucucciu, corsu sinceru

Luttonu contr'à u strangeru
St'armata feroce da serve i maiò

À l'omu tranquillu a guerra arricò

Li pasturelli a pobbenu parà

Sopra à la Bastia per a libertà.
Ma 'ssi guerrieri,

Arditi è fieri

Sò di a sterpa di Sampieru

Di Sambucucciu, corsu sinceru

Luttonu contr'à u strangeru
In quellu Borgu a storia chì fù

Scritta in u sangue torna dinù

Per rammintà ciò chì fù è serà

Ci tocca à cantà, ci tocca à cantà.
Ma 'ssi guerrieri,

Arditi è fieri

Sò di a sterpa di Sampieru

Di Sambucucciu, corsu sinceru

Luttonu contr'à u strangeru»